# La Faute-sur-Mer
La Faute-sur-Mer korábbi község Franciaország Loire mente régiójában, Vendée megyében. Lakosainak száma 665 fő (2019. január 1.). La Faute-sur-Mer L’Aiguillon-sur-Mer, Grues és La Tranche-sur-Mer községekkel határos.
2022. január 1-jén L’Aiguillon-sur-Mer korábbi községgel egyesült és az így létrejött L’Aiguillon-la-Presqu’île új község része lett.

## Népesség
A település népességének változása:
| Lakosok száma | 703  | 671  | 668  | 660  | 664  | 665  |
|               | 2013 | 2015 | 2016 | 2017 | 2018 | 2019 |